# Графство Крайбург
Графството Крайбург (наричано също Графство Крайбург-Марквартщайн или Графствоо Крайбург-Ортенбург) (на немски: Grafschaft Kraiburg; Grafschaft Kraiburg-Marquartstein; Grafschaft Kraiburg-Ortenburg) е средновековно владение в Горна и Долна Бавария с главен център в Крайбург на Ин. То е около 150 години самостоятелно и влиятелно графство в Херцогство Бавария.

## История
Първият граф и основател на графството е Енгелберт II от Каринтия († 1141) от род Спанхайми. Той построява замък на хълма над селището Крайбург, който става резиденция на графовете на Крайбург. От 1108 г. той се нарича граф на Крайбург-Марквартщайн.
През 1209 г. граф Рапото II от Ортенбург става пфалцграф на Бавария. След смъртта на Рапото III през 1248 г. завършва владението на Ортенбургите над Графство Крайбург, понеже той има само една дъщеря Елизабет. Тя се омъжва 1256 г. за Хартман I фон Верденберг († 1271) от род Верденберги. През 1259 г. пфалцграф Хартман продава графството на херцог Хайнрих XIII от Долна Бавария от род Вителсбахи.
През 1265 г. Крайбург получава правата на маркграфство и принадлежи към Курфюрство Бавария.

## Графове на Крайбург
- 1108 – 1124 Енгелберт II фон Спанхайм
- 1124 – 1173 Енгелберт III, син на Енгелберт II
- 1173 – 1186 Рапото I фон Ортенбург, син на Енгелберт II
- 1186 – 1231 Рапото II фон Ортенбург, син на Рапото I
- 1231 – 1248 Рапото III фон Ортенбург, син на Рапото II
- 1248 – 1259 Хартман I фон Верденберг, син на Рудолф I фон Верденберг